# Понте Патоли (Перуђа)
Понте Патоли је насеље у Италији у округу Перуђа, региону Умбрија.
Према процени из 2011. у насељу је живело 1869 становника. Насеље се налази на надморској висини од 210 м.